# سانشوی
سانشوی (به لاتین: Sanshui District) یک سکونتگاه مسکونی در جمهوری خلق چین است که در فوشان واقع شده‌است.

## خصوصیات
سانشوی ۸۷۴ کیلومترمربع مساحت و ۳۸۶٬۰۰۰ نفر جمعیت دارد و ۱۱ متر بالاتر از سطح دریا واقع شده‌است.